# Sérgio Assad
Pour les articles homonymes, voir Assad.
Sérgio Assad né le 26 décembre 1952 à Mococa, est un guitariste et compositeur brésilien issu d'une famille d'origine libanaise. Le jeune Sergio  suit avec son jeune frère Odair Assad l'enseignement de Monina Tavora, guitariste argentine, disciple d’Andrés Segovia.

## Biographie artistique
C'est au Brésil, pendant leur enfance aux années 1960, que les deux frères donnent ensemble leurs premiers concerts explorant dans un premier temps le répertoire traditionnel pour duo de guitares. Sérgio et Odair Assad, qui dans leur Duo Assad joutent des variations aux thèmes de Heitor Villa-Lobos, Marlos Nobre, explorent également des compositions baroques en interprétant des œuvres de Rameau, Scarlatti, Jean-Sébastien Bach, François Couperin et de l'argentin Astor Piazzolla.
Outre de nouvelles transcriptions et arrangements musicaux, Sérgio Assad est l'auteur de musiques de film qui témoignent de ses racines latino-américaines en se laissant pénétrer par des influences du vieux continent et du jazz.
La personnalité fascinante des Frères Assad et de leur famille provoque l’enthousiasme du public. C'est ainsi qu'en 2004 se réalise un rêve: celui de réunir en concert les autres talents que compte la famille Assad: leur sœur Badi, leurs enfants Clarice, Carolina et Rodrigo, mais aussi leurs parents, avec la mandoline du patriarche de la famille Jorge Assad et la voix chaleureuse de leur maman Angelina Assad.  Le public vit avec émotion cette  transmission générationnelle et passionnelle.
En 2005 la chaîne de télévision belge RTBF « La Deux » a réalisé un documentaire sur le séjour à Bruxelles de la Famille Assad.

## Discographie
- Lo que vendra, Joaquin Rodrigo, Radamés Gnattali, Astor Piazzolla, GHA RECORDS (GHA 126.021)
- « Musica Nova do Brasil, FUNARTE (MMB 81.022) », sur funarte.gov.br ( Lina Pires de Campos, Marcio Côrtes, Nestor de Hollanda Cavalcanti, Pedro Cameron, Amaral Vieira, )
- Latin American Music for two Guitars, Astor Piazzolla, Leo Brouwer, Radamés Gnattali, Sérgio Assad, Alberto Ginastera, Hermeto Pascoal, Nonesuch Records (7559 791 162)
- Alma Brasileira, Marlos Nobre, Egberto Gismonti, Heitor Villa Lobos, Sérgio Assad, Hermeto Pascoal, Wagner Tiso, Radamés Gnattali, NONESUCH RECORDS (7559 791 792)
- Baroque Music, Domenico Scarlatti, François Couperin, Johann Sebastian Bach, Jean-Philippe Rameau, NONESUCH RECORDS (7559 792 922)
- Saga dos migrantes, Heitor Villa Lobos, Astor Piazzolla, Alberto Ginastera, Sérgio Assad, Egberto Gismonti, NONESUCH RECORDS- 79365-2
- Brazilian Breeze, Iwao Furuzawa (violon), Chico Buarque, Ary Barroso, Tom Jobim, Cartola, Ernesto Nazareth, Pixinguinha, Radamés Gnattali, Hermeto Pascoal, Milton Nascimento, Caetano Veloso, Gilberto Gil, Jacob Bittencourt, Egberto Gismonti, Dorival Caymmi, SONY RECORDS SICC 1
- Live in Brussels, Fernando Suarez Paz (violon), Jacob Bittencourt, Carlos Gardel, Juan Carlos Cobian, Astor Piazzolla, Egberto Gismonti, Pixinguinha, Charlie Chaplin, GHA RECORDS (GHA 126.055)
- Obrigado Brazil, 'Sérgio & Odair Assad play with Yo-Yo Ma Sérgio Assad's arrangement of Villa-Lobos’ A Lenda do Caboclo and Sérgio Assad's piece Menino, SONY RECORDS (SK89935)